# 蕭合卓
蕭合卓（しょう ごうたく、? - 太平5年12月17日（1026年1月8日））は、遼（契丹）の政治家。字は合魯隠。契丹突呂不部の出身。

## 経歴
はじめ突呂不部の吏となった。統和初年、南院侍郎に任じられた。統和18年（1000年）、北院枢密使韓徳譲の推薦を受けて中丞となった。統和28年（1010年）2月、皇太后の命を受けて北宋に使いした。帰国すると、北院枢密副使となった。開泰3年（1014年）、左夷離畢となった。
合卓は聖宗の側近にいることが長く、典故に明るく、よく助言をおこなった。開泰5年（1016年）4月、北院枢密使に上った。開泰6年（1017年）、合卓が都統となり、王継忠を副都統とし、蕭屈烈を都監として、高麗の興化軍を攻撃したが、勝利できなかった。帰国すると、任用を求める人が門前に列をなしたが、合卓は生活ぶりを変えようとしなかった。聖宗はかれの清廉ぶりを知って、皇族の娘を合卓の子の妻とした。
太平5年12月（1026年1月）、合卓は病の床についた。聖宗がかれを見舞おうとしたが、合卓は見苦しいところを見せたくないと言って固辞した。12月、北府宰相の蕭朴が見舞いに訪れると、合卓はその手を取って、「わたしが死ねば、君は必ず枢密使となろう。自分を越える者を登用してはならない」と遺言した。その日のうちに合卓は死去した。
子の蕭烏古は、突呂不部節度使となった。

## 伝記資料
- 『遼史』巻81 列伝第11